# 信号関手
数学の抽象代数の分野において、信号関手とは、潜在的有限部分群からアーベル群の非自明元の中心化群への写像である。信号関手定理は、そのような写像の源が実際に部分群となる条件を与える。
信号関手は、ダニエル・ゴーレンシュタインによって最初に定義された。 ジョージ・グラウバーマンは可解群に対して可解信号関手定理を証明し また、パトリック・マクブライドは一般の群に対して証明した。信号関手に関する結果は、有限単純群の分類において重要な役割を果たす。

## 定義
{\displaystyle A} を有限群 {\displaystyle G} の非巡回基本アーベル p-部分群とする（{\displaystyle p} は素数）。{\displaystyle G} 上の {\displaystyle A}-信号関手（{\displaystyle A} と {\displaystyle G} が明らかな場合は単に信号関手）とは、{\displaystyle A} の非単位元集合から {\displaystyle G} の {\displaystyle A}-不変 {\displaystyle p'}-部分群（位数が{\displaystyle p}と互いに素な部分群）の集合への写像 {\displaystyle \theta } であり、以下の性質を満たすもの：
- 任意の非単位元 {\displaystyle a\in A} に対して、群 {\displaystyle \theta (a)} は {\displaystyle a} の中心化群 {\displaystyle C_{G}(a)} に含まれる。
- 任意の非単位元の対 {\displaystyle a,b\in A} に対して、{\displaystyle \theta (a)\cap C_{G}(b)\subseteq \theta (b)}が成り立つ。

上記の2番目の条件は均衡条件と呼ばれる。部分群 {\displaystyle \theta (a)} がすべて可解である場合、信号関手 {\displaystyle \theta } 自体も可解であると言われる。

## 可解信号関手定理
{\displaystyle \theta } が与えられたとき、いくつかの比較的緩やかな追加の仮定を加えることで、部分群 {\displaystyle \theta (a)} によって生成される {\displaystyle G} の部分群 {\displaystyle W=\langle \theta (a)\mid a\in A,a\neq 1\rangle } が実は {\displaystyle p'}-部分群であることを証明できる。
グラウバーマンによって証明された可解信号関手定理は、{\displaystyle \theta } が可解であり、{\displaystyle A} が少なくとも3つの生成元を持つ場合、これが成り立つことを述べている。 この定理は、これらの仮定の下では、 {\displaystyle W} 自体が可解であることも示している。
グラウバーマンの証明が発表される前に、この定理のより弱いバージョンがいくつか証明された。ゴーレンシュタインは、{\displaystyle A} の階数が少なくとも5であるというより強い仮定の下で証明した。 デイヴィッド・ゴールドシュミットは、 {\displaystyle A} の階数が少なくとも4であるか、階数が少なくとも3の2-群であるという仮定の下で証明した。 ヘルムート・ベンダーはZJ定理を用いて2-群に対して簡単な証明を与え、 ポール・フラベルは同様の考え方ですべての素数について証明を与えた。 グラウバーマンは、可解な信号関手について決定的な結果を与えた。 マクブライドは有限単純群の分類を用いて、{\displaystyle \theta } が可解であるという仮定なしに、{\displaystyle W} が {\displaystyle p'}-群であることを示した。

### 完備性
完備性という用語は、信号関手に関する議論でよく用いられる。{\displaystyle \theta } を上記の信号関手とし、次の条件を満たすすべての
{\displaystyle A}-不変 {\displaystyle p'}-部分群 {\displaystyle H} の集合 И を考える：
- {\displaystyle H\cap C_{G}(a)\subseteq \theta (a)} が、すべての非単位元 {\displaystyle a\in A} に対して成り立つ。

例えば、θ の均衡条件の結果として、部分群 {\displaystyle \theta (a)} は И に属する。
信号関手 {\displaystyle \theta } は、 И が包含関係によって順序付けられたときに唯一の極大元を持つ場合、完備であると言われる。この場合、唯一の極大元は上記の {\displaystyle W} と一致することが示され、{\displaystyle W} は {\displaystyle \theta } の完備化と呼ばれる。 {\displaystyle \theta } が完備であり、かつ {\displaystyle W} が可解であることが判明した場合、 {\displaystyle \theta } は可解完備であると言われる。
したがって、可解信号関手定理は、{\displaystyle A} が少なくとも3つの生成元を持つ場合、 {\displaystyle G} 上のすべての可解な {\displaystyle A}-信号関手は可解完備である、と言い換えることができる。

## 信号関手の例
信号関手を得る最も簡単な方法は、{\displaystyle G} の {\displaystyle A}-不変 {\displaystyle p'}-部分群 {\displaystyle M} から始めて、すべての非単位元 {\displaystyle a\in A} に対し {\displaystyle \theta (a)=M\cap C_{G}(a)} と定義することである。しかし、一般には {\displaystyle \theta } から始めて、それを用いて {\displaystyle A}-不変 {\displaystyle p'}-群を構築する方が実用的である。
実際に用いられる最も単純な信号関手は {\displaystyle \theta (a)=O_{p'}(C_{G}(a))} である。
上で定義したように、{\displaystyle A} がアーベル群であるため、{\displaystyle \theta (a)} は確かに {\displaystyle G} の{\displaystyle A}-不変 {\displaystyle p'}-部分群である。しかし、この {\displaystyle \theta } が均衡条件を満たすことを示すには、いくつかの追加の仮定が必要になる。十分条件の1つは、任意の非単位元 {\displaystyle a\in A} に対して、群 {\displaystyle C_{G}(a)} が可解（または  p-可解、あるいは p-束縛）になることである。
この仮定の下での {\displaystyle \theta } の均衡条件の確認は、トンプソンの {\displaystyle P\times Q}-補題を用いて行うことができる。

## 素な作用
信号関手をより深く理解するには、有限群に関する以下の一般的な事実を知ることが不可欠である：
- {\displaystyle E} を有限群 {\displaystyle X} に作用する非巡回アーベル群とする。{\displaystyle E} と {\displaystyle X} の位数は互いに素であると仮定する。
- このとき、{\displaystyle X=\langle C_{X}(E_{0})\mid E_{0}\subseteq E,{\text{  か つ  }}E/E_{0}{\text{  は 巡 回 群  }}\rangle }.

この事実は、シューア・ツァッセンハウスの定理を用いて証明することができる：{\displaystyle X} の位数を割り切る任意の素数{\displaystyle q} に対して、群 {\displaystyle X} は {\displaystyle E} 不変な Sylow {\displaystyle q}-部分群を持つ。これにより、{\displaystyle X} が {\displaystyle q}-群である場合に帰着する。次に、{\displaystyle X} の位数についての帰納法により、{\displaystyle X} が基本アーベル群で、{\displaystyle E} が既約に作用する場合に帰着する。従って、群 {\displaystyle E/C_{E}(X)} は巡回群でなければならず、結果が従う。
この事実は、可解信号関手定理の証明と応用の両方で用いられる。
例えば、有用な結果の一つとして、{\displaystyle \theta } が完備であれば、その完備化は上で定義した群 {\displaystyle W} となることが示される。

### 正規完備化
上記の事実から導かれるもう一つの結果は、信号関手の完備化がしばしば {\displaystyle G} において正規となることである：
{\displaystyle \theta } を {\displaystyle G} 上の完備な {\displaystyle G} 信号関手とする。
{\displaystyle B} を {\displaystyle A} の非巡回部分群とする。このとき素な作用という事実と均衡条件から、{\displaystyle W=\langle \theta (a)\mid a\in A,a\neq 1\rangle =\langle \theta (b)\mid b\in B,b\neq 1\rangle } が成り立つ。
これを確かめるため、{\displaystyle \theta (a)} が "B"-不変なので、 {\displaystyle \theta (a)=\langle \theta (a)\cap C_{G}(b)\mid b\in B,b\neq 1\rangle \subseteq \langle \theta (b)\mid b\in B,b\neq 1\rangle }  となることに着目しよう。 
上記の等式は素な作用という事実を利用し、包含関係は均衡条件を利用している。さて、{\displaystyle \theta } が「同変性」条件を満たすことはよくある。つまり、任意の {\displaystyle g\in G} と非単位元 {\displaystyle a\in A} に対して、{\displaystyle \theta (a^{g})=\theta (a)^{g}\,} が成り立つ。ここで、上付き文字は {\displaystyle g} による共役を表す。例えば、上記に示した信号関手の例である写像 {\displaystyle a\mapsto O_{p'}(C_{G}(a))} はこの条件を満たす。
もし {\displaystyle \theta } が同変性を満たすならば、{\displaystyle B} の正規化群は {\displaystyle W} を正規化する。したがって、
{\displaystyle G} が {\displaystyle A} の非巡回部分群たちの正規化群によって生成されるならば、{\displaystyle \theta } (従って {\displaystyle W}) の完備化は {\displaystyle G} において正規となる。